# ECO: A Covenant Order of Evangelical Presbyterians
ECO: Przymierze Ewangelicznych Prezbiterian (ang. ECO: A Covenant Order of Evangelical Presbyterians) – Kalwiński związek wyznaniowy w Stanach Zjednoczonych. Przynależy do prezbiteriańskiej tradycji kalwinizmu. Kościół został założony w 2012 roku przez byłe zbory i członków Kościoła Prezbiteriańskiego USA. Powodem rozłamu był utrzymujący się spadek liczby wiernych oraz narastające spory teologiczne - przede wszystkim ordynacja aktywnych homoseksualistów na pastorów oraz dopuszczanie małżeństw jednopłciowych przez Kościół Prezbiteriański USA. 
Obecnie ECO zrzesza ponad 391 zborów i ponad 500 pastorów, z liczbą członków szacowaną na 127 tysięcy. ECO reprezentuje ewangelikalny nurt pobożnościowy. Kościół praktykuje powszechny w tradycji reformowanej chrzest niemowląt. Ordynacja pastorska jest otwarta zarówno dla mężczyzn jak i kobiet. 